# Furcraea selloa
Furcraea selloa  es una especie fanerógama de la familia Asparagaceae, originaria de Quetzaltenango en Guatemala.

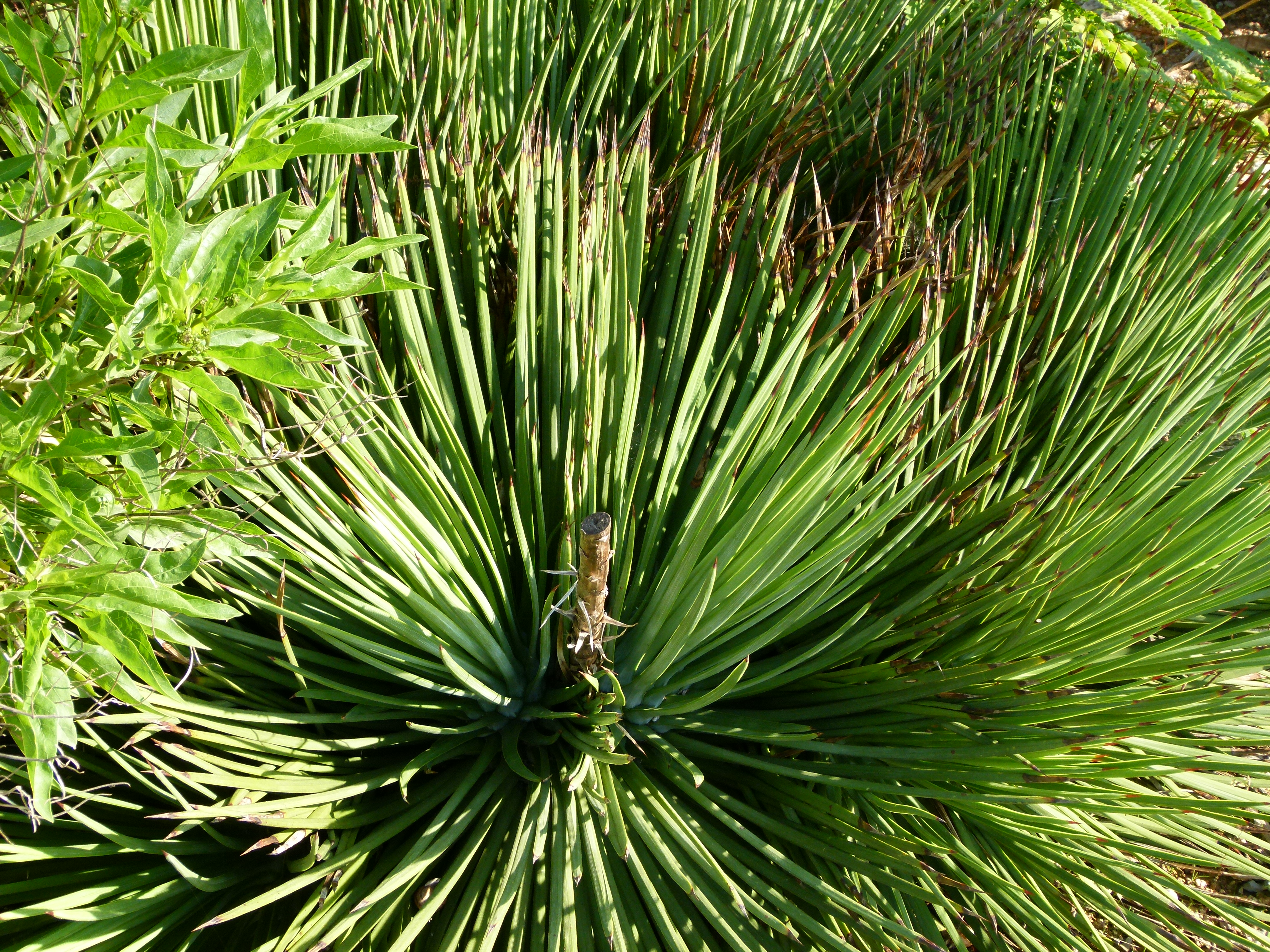
Vista de la planta

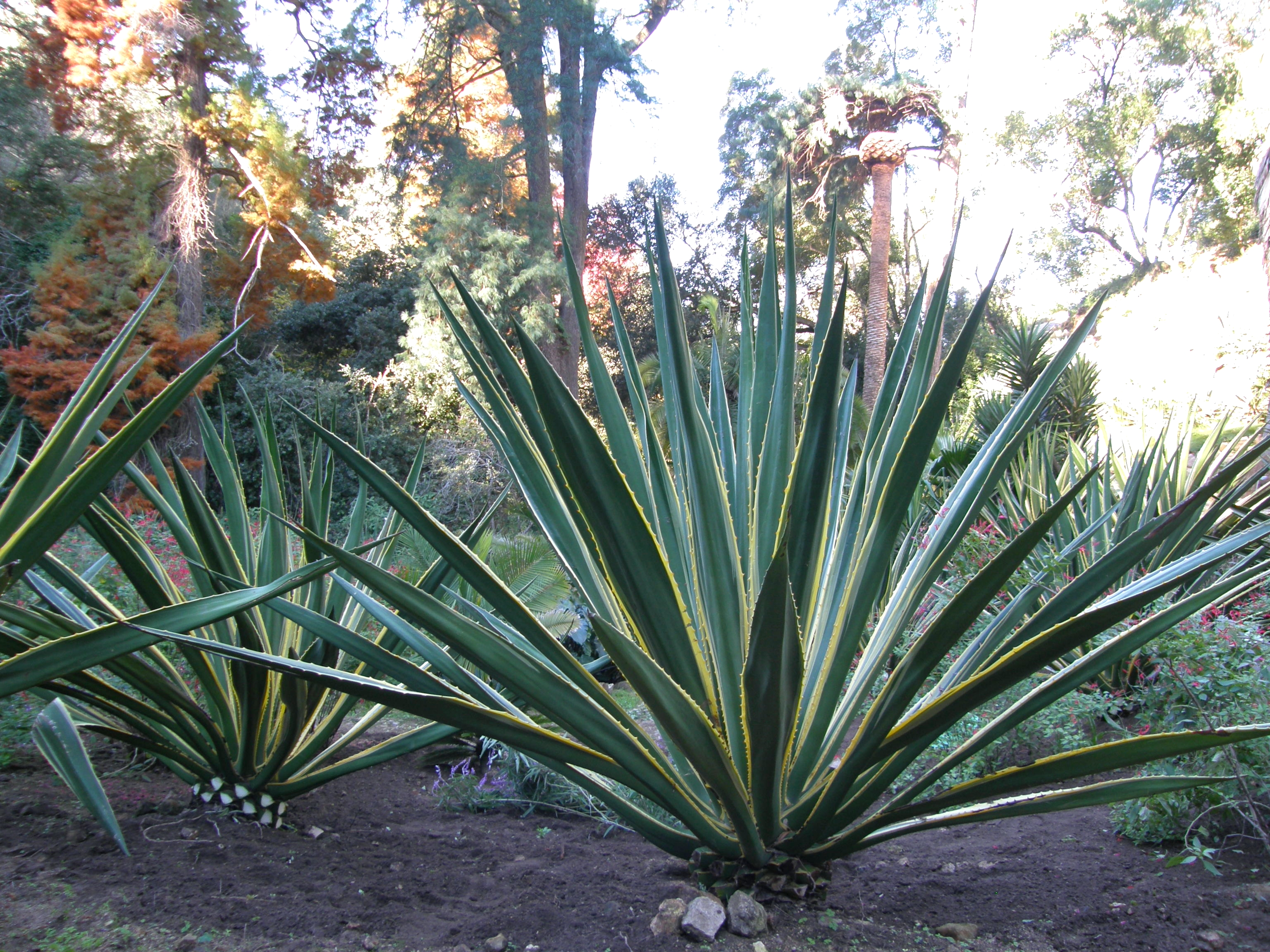
Vista de la planta

## Descripción
Tiene raíz adventicia, y tallo con rizoma aéreo, tipo arbustivo no modificado de consistencia leñosa. Las hojas lineales lanceoladas, bordes lisos, helicoidales, paralelinervias, de consistencia coriácea, con una espina terminal. La inflorescencia se disponen en racimos; con las flores hermafroditas. Fruto en forma de cápsula.

## Importancia
Ornamental, o usado para la elaboración de artesanías.

## Taxonomía
Furcraea selloa fue descrita por Karl Heinrich Emil Koch   y publicado en Wochenscrift des Vereines zur Befördung des Gärtenbaues in den Königl. Preussischen Staaten für Gärtnerei und Pflanzenkunde 3: 22. 1860.
Etimología
Furcraea: nombre genérico que fue llamado así por Étienne Pierre Ventenat en 1793, en honor del conde Antoine-François de Fourcroy, químico del Real Jardín de las Plantas Medicinales, en París.
selloa: epíteto otorgado en honor del botánico alemán Friedrich Sello.
Sinonimia
- Furcraea flavoviridis Hook.
- Furcraea lindenii Jacobi[3][4]